# Girisopam
Il girisopam è uno psicofarmaco appartenente alla categoria delle 2,3-benzodiazepine, correlato al tofisopam e alla zometapina. Ha effetti ansiolitici selettivi senza effetti sedativi, anticonvulsivanti o miorilassanti.